# Paraspathius rabirius
Paraspathius rabirius är en stekelart som beskrevs av Nixon 1943. Paraspathius rabirius ingår i släktet Paraspathius och familjen bracksteklar. Inga underarter finns listade i Catalogue of Life.